# Ždírec (okres Česká Lípa)
Ždírec (německy Siertsch) je obec zhruba šest kilometrů jihozápadně od Doks v okrese Česká Lípa v Libereckém kraji. Včetně částí Bořejov a Ždírecký Důl v obci žije 117 obyvatel. Ždírcem vede hranice chráněné krajinné oblasti Kokořínsko – Máchův kraj.

## Historie
První písemná zmínka o vesnici pochází z roku 1352.

## Obyvatelstvo
Při sčítání lidu v roce 1921 ve vsi žilo 201 obyvatel (z toho 99 mužů), z nichž byli dva Čechoslováci, 198 Němců a jeden cizinec. Kromě čtyř evangelíků se hlásili k římskokatolické církvi. Podle sčítání lidu z roku 1930 měla vesnice 198 obyvatel: jedenáct Čechoslováků a 187 Němců. Všichni byli římskými katolíky.

## Části obce
- Ždírec
- Bořejov
- Ždírecký Důl

## Doprava
Dopravní obslužnost zajišťují autobusové spoje z Dubé a Doks, po větší část roku pouze v pracovní dny, jen v průběhu letní sezóny do obce zajíždí také o víkendech autobus Pražské integrované dopravy na lince do Mšena. Nejbližší železniční zastávka je v Oknech na trati z Bakova nad Jizerou do České Lípy, která je vzdálená po silnici zhruba šest kilometrů.

## Pamětihodnosti
- Čtyři památkově chráněné roubené domy ve Ždírci (čp. 6, 10, 11 a 20)
- Památkově chráněná historická čedičová dlažba ze 17. až 19. století na cestě mezi domy ve Ždírci a v Bořejově
- Kaple (památkově nechráněná) na návsi ve Ždírci a další u cesty severozápadně od vesnice

## Galerie

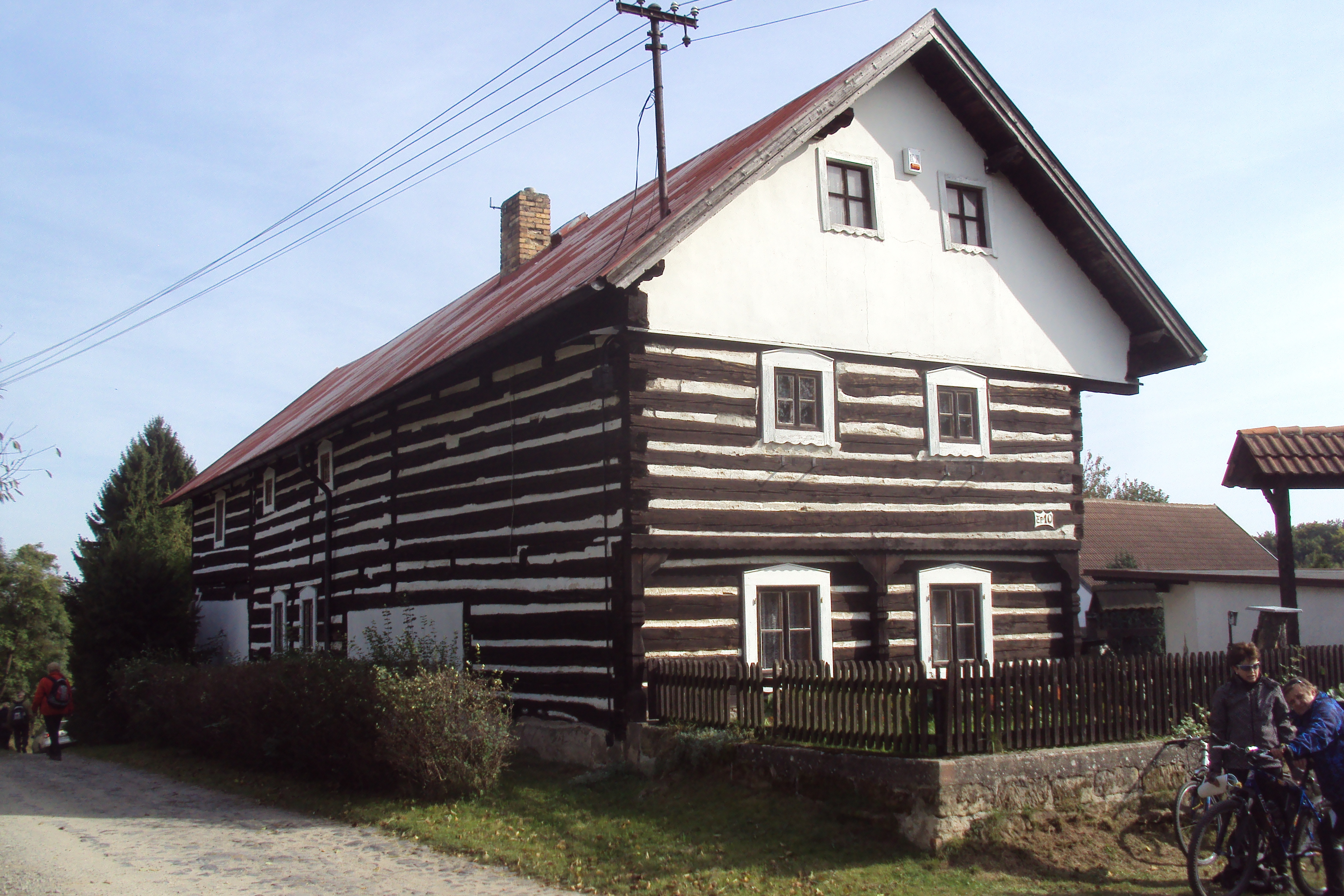
Památkově chráněný dům čp. 10
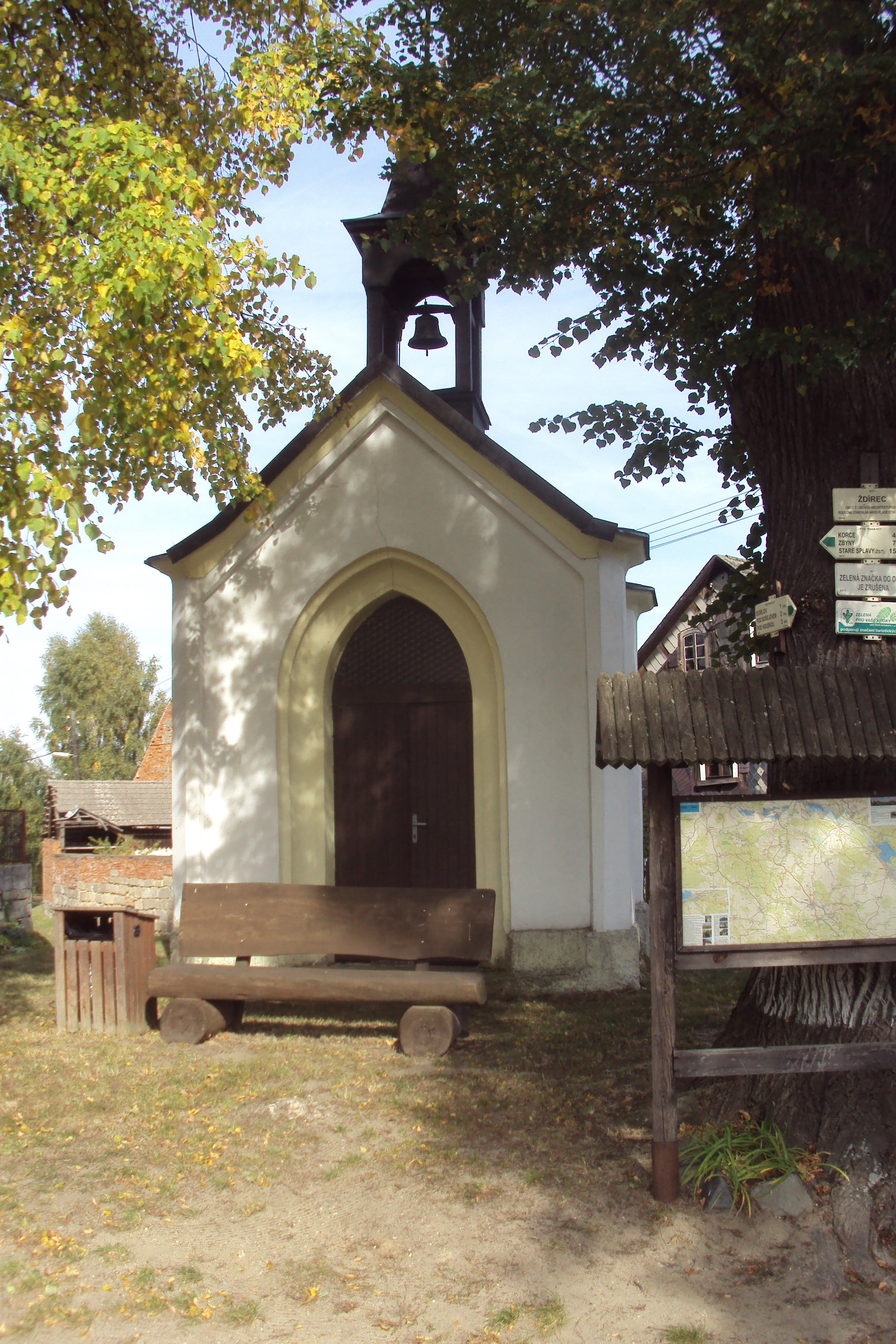
Kaplička na návsi
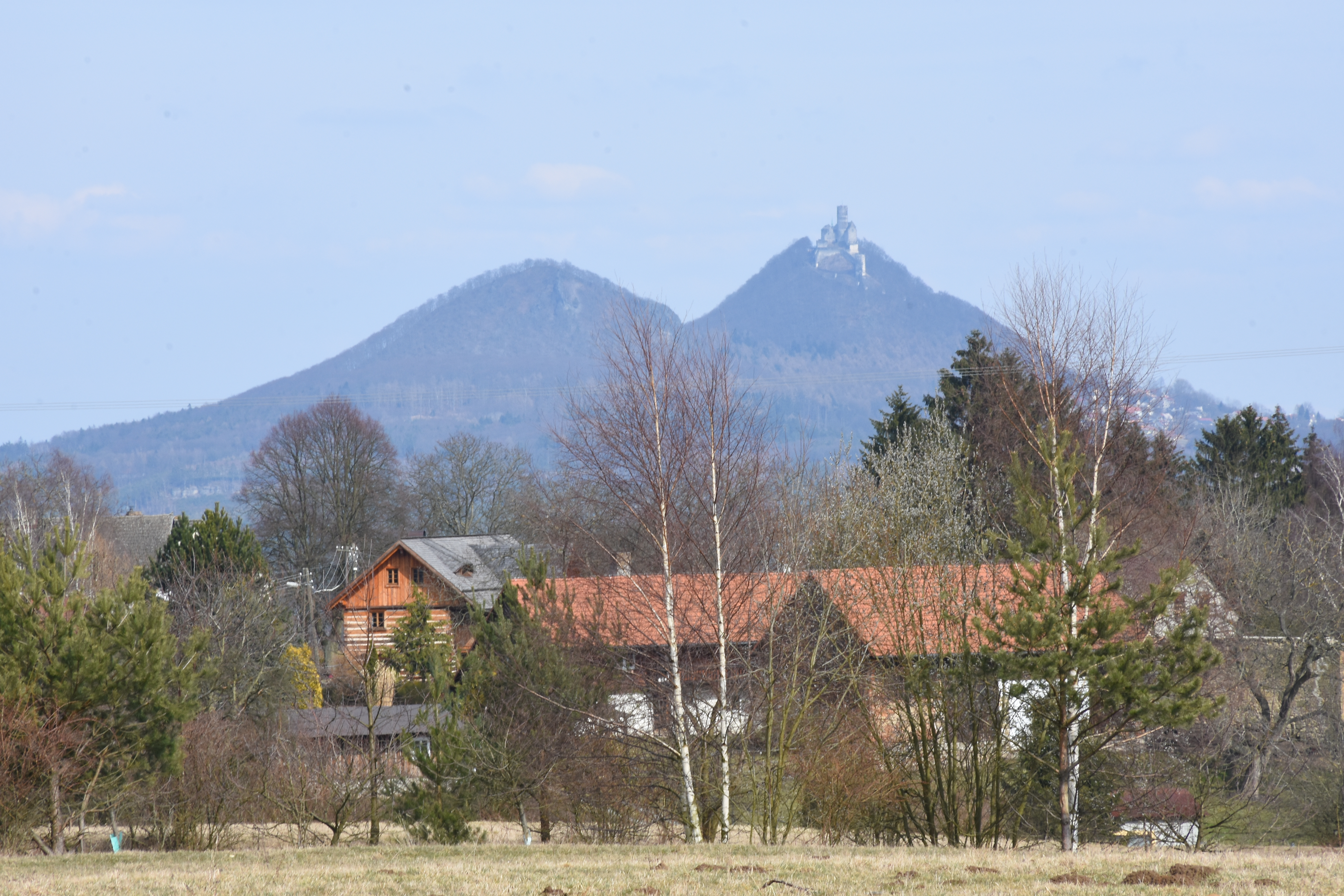
Pohled od Ždírce k Bezdězu
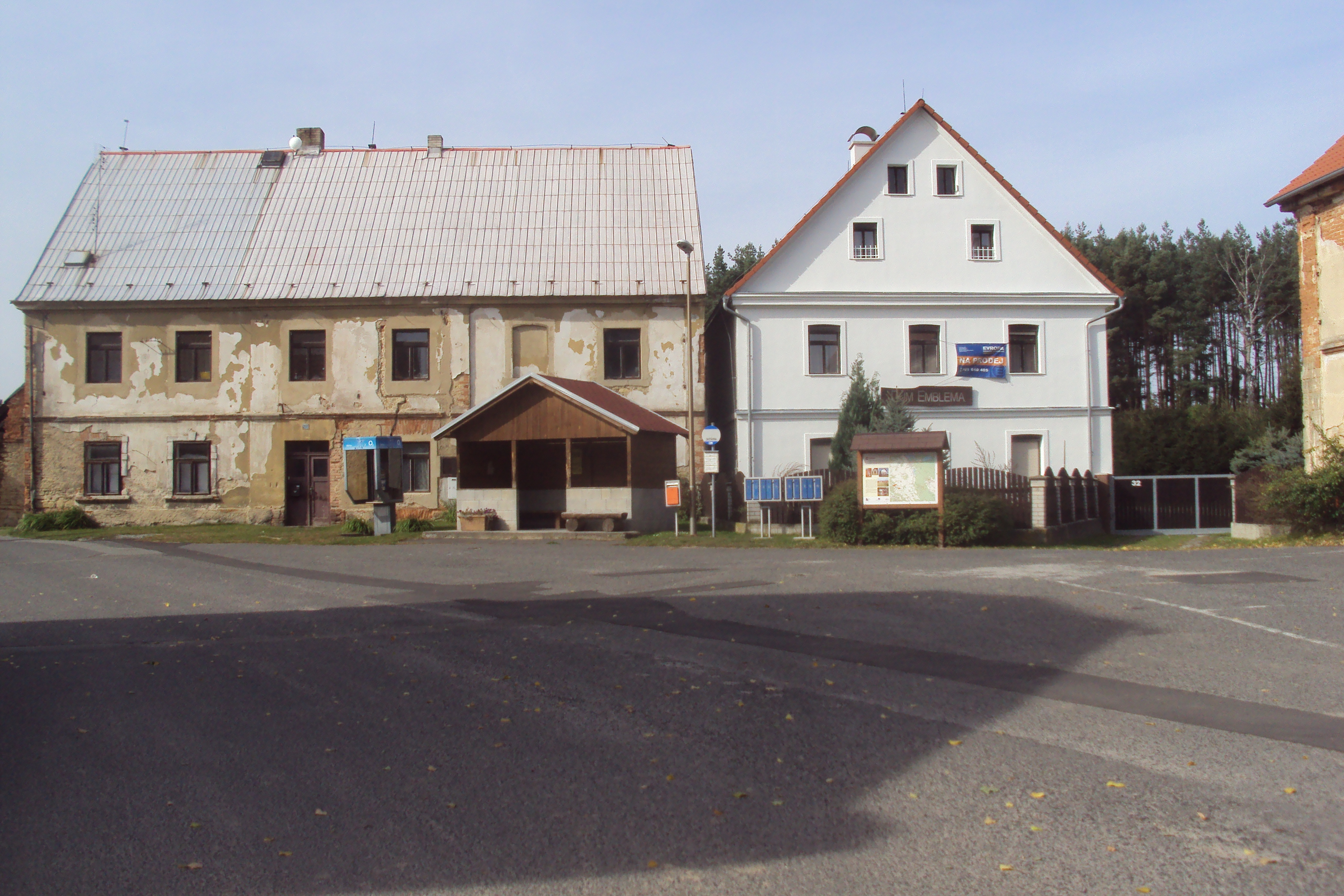
Autobusová zastávka ve Ždírci
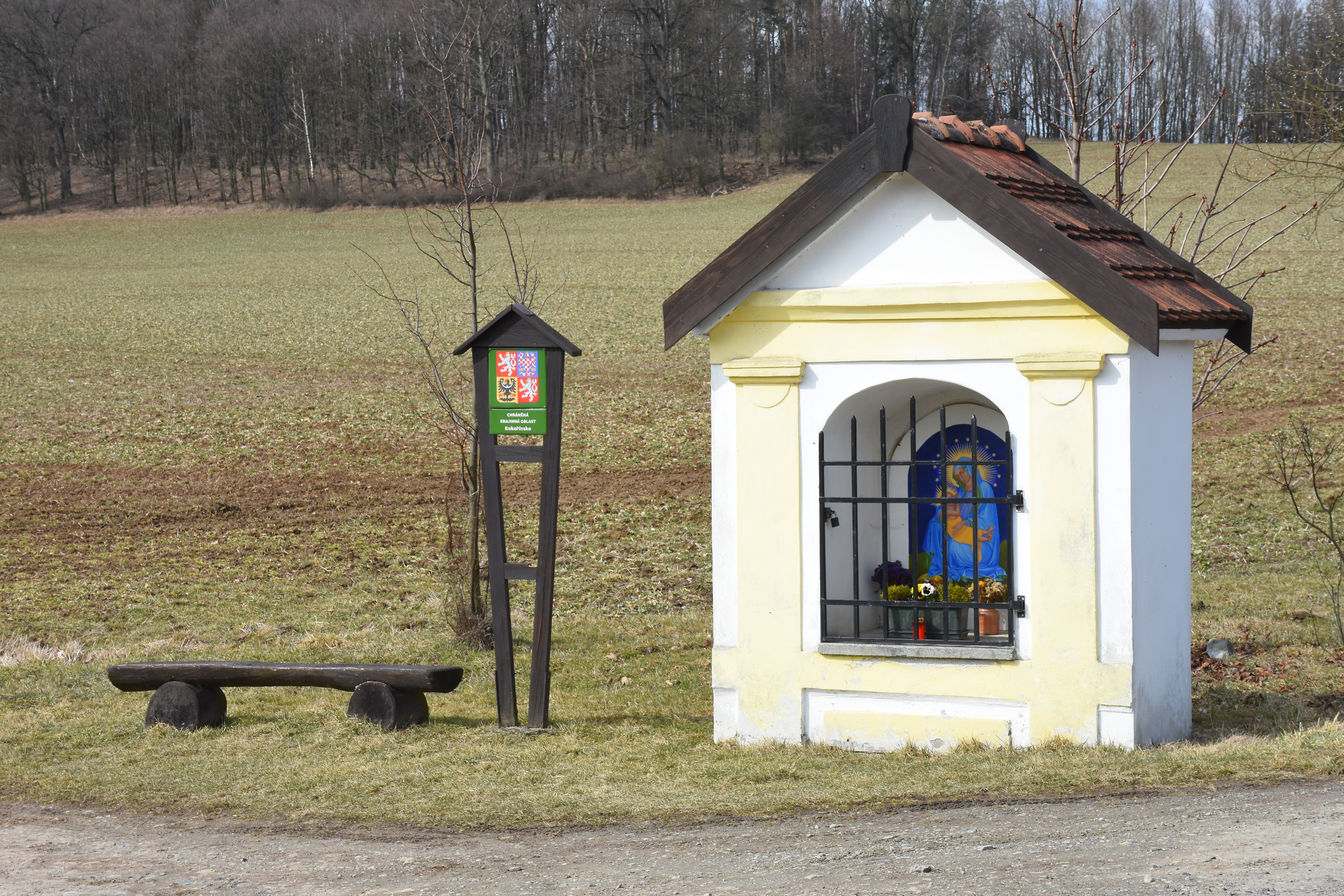
Kaple u odbočky ke Ždíreckému Dolu